# La Zurda
La Zurda est un groupe de rock argentin fondé en 1997 dans la ville de Haedo située dans la province de Buenos Aires. Le groupe mêle son rock et sonorités traditionnelles d'Amérique latine.
En 2000, ils remportent le premier prix du concours musical La Resistencia, lequel regroupait 2 500 groupes d'Amérique latine. En 2003, La Zurda sort son premier disque intitulé Falopero este Mundo et collabore notamment avec Dani Suarez du groupe Bersuit Vergarabat. En 2007, le groupe sort son deuxième album intitulé Para Viajar.

## Musiciens
- Emanuel Yazurlo - Chant, charango, trompette et harmonica.
- Juan Manuel Bruno - Guitare et chant.
- Leonel Macaluse - Batterie, percussions et échantillonneur.